# Amanda Michalka
Amanda Joy «AJ» Michalka (Torrance, California; 10 de abril de 1991) es una actriz, cantante, compositora y música estadounidense. Es conocida principalmente por su participación en las series Los Goldberg y Schooled. Además, junto a su hermana formó el grupo Aly & AJ.

## Biografía
Nació y creció en Torrance (California), aunque durante una breve temporada vivió en Seattle (Washington). Es hija de Marcos, dueño de una empresa contratista, y Carrie Michalka, cantante y músico profesional que tocó con la banda cristiana JC Band. Tiene una hermana mayor, Alyson Michalka, también actriz y cantante.
Michalka toca el piano desde que tenía cuatro años y empezó a tocar la guitarra en su temprana adolescencia. Además, toca la guitarra eléctrica y la guitarra acústica y el bongó. Comenzó a actuar cuando tenía cinco años. Fue educada en casa y criada como cristiana y continúa practicando su fe.

### Carrera
Antes de empezar su carrera profesional como actriz, Michalka fue modelo de catálogo. Debutó como actriz en marzo de 2006, en la película Cow Belles de Disney Channel que protagonizó junto a su hermana Alyson Michalka.
También ha realizado apariciones capitulares en series como Oliver Beene, Six Feet Under, The Guardian, y General Hospital. En 2007 apareció con su hermana Aly, en Super Sweet 16: The Movie. En 2009 participó en la película dirigida por Peter Jackson The Lovely Bones, estrenada el 15 de enero de 2010.

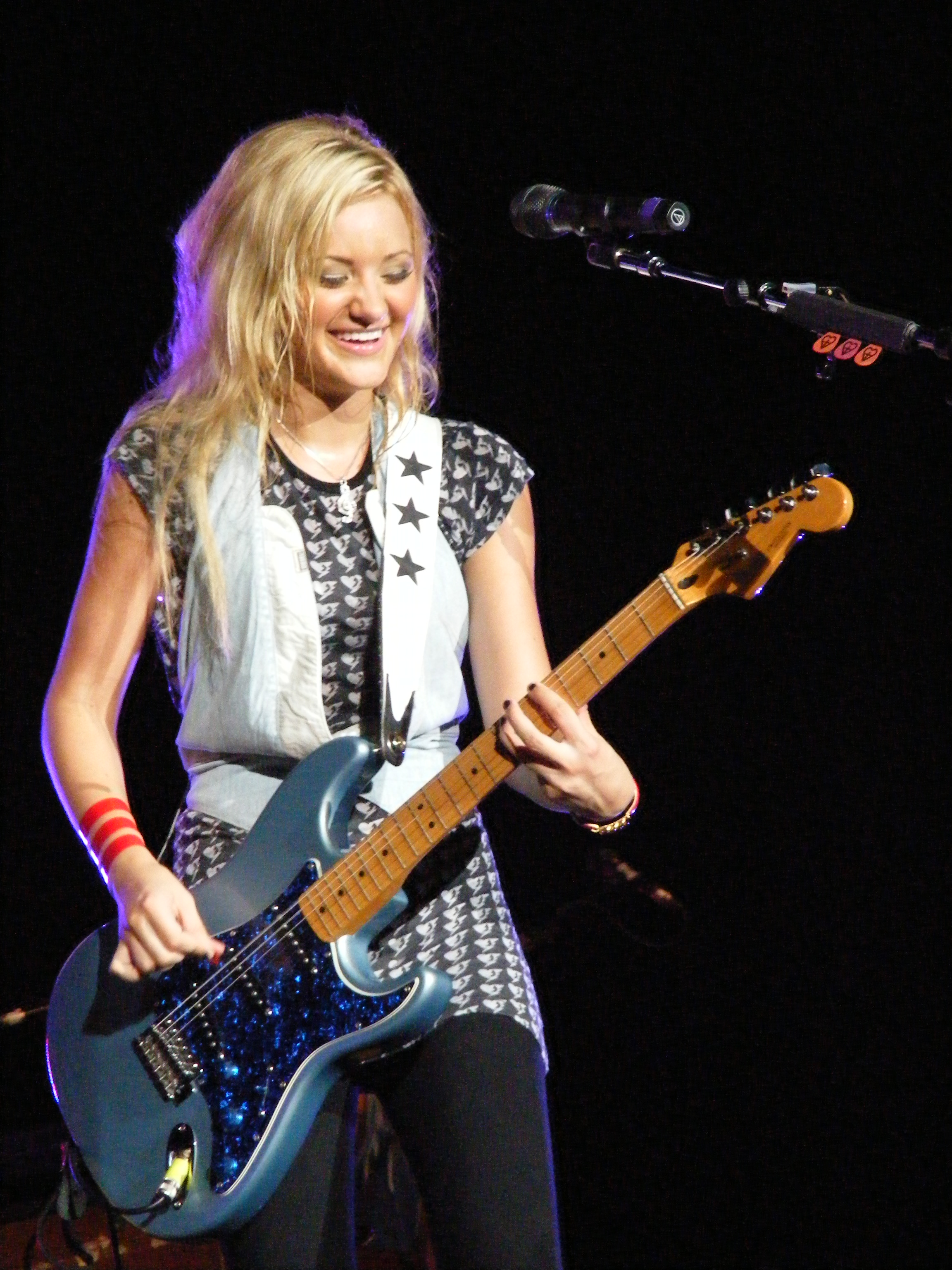
Durante un concierto en 2007.

Michalka y su hermana crearon la banda 78violet, un dúo musical (actualmente Aly & AJ). Desde 2004 han lanzado tres álbumes de estudio y un álbum de Navidad.
En 2011 tuvo un papel recurrente en la serie de The CW Hellcats, protagonizada por Ashley Tisdale y su hermana Alyson Michalka. También ese año apareció en la película Super 8.
En 2013 empezó se incorporó al reparto de la serie Los Goldberg de la cadena ABC. En 2015, la cadena anunció que su personaje sería recurrente a partir de la tercera temporada. Entre 2014 y 2019 puso voz al personaje de Stevonnie en la serie de dibujos para adultos Steven Universe.
En 2013 protagonizó la película Grace Unplugged, una película que narra la vida de una chica cristiana amante de la música. El año siguiente encabezó el reparto de la película Expecting Amish, junto a Jesse McCartney y Alyson Stoner. En 2015 protagonizó junto a su hermana la película Weepah Way for Now, escrita y dirigida por su cuñado, Stephen Ringer. Por su participación en dicha película, ganó el premio especial del jurado en el Festival Napa Film. En agosto de 2018 estrenó Support the Girls, película dirigida por Andrew Bujalski y protagonizada por Regina Hall y Haley Lu Richardson.
En primavera de 2018, la cadena ABC anunció que estaba preparando un spin-off de la serie Los Goldberg, de la cual Michalka sería la protagonista. La serie, titulada Schooled, se estrenó el 9 de enero de 2019 y contó con 13 capítulos. Desde noviembre de 2018 tiene un papel protagonista en la serie She-Ra y las princesas del poder de Netflix.

## Filmografía

### Cine
| Año  | Título                    | Papel           | Notas                            |
| ---- | ------------------------- | --------------- | -------------------------------- |
| 2005 | Kitty's Dish              | Kitty           | Piloto para televisión           |
| 2006 | Haversham Hall            | Samantha Tillar | Piloto de Disney Channel         |
| 2006 | Cow Belles                | Courtney Callum | Película para televisión         |
| 2007 | Super Sweet 16: The Movie | Sara            | Película para televisión         |
| 2009 | The Lovely Bones          | Clarissa        |                                  |
| 2010 | Secretariat               | Kate Tweedy     |                                  |
| 2011 | Super 8                   | Jen Kaznyk      |                                  |
| 2011 | Salem Falls               | Gillian Duncan  | Película para televisión         |
| 2012 | Gotten                    | Fugitiva/hija   | Videoclip de la canción de Slash |
| 2013 | Angels in Stardust        | Vallie Sue      |                                  |
| 2013 | Grace Unplugged           | Grace Trey      |                                  |
| 2014 | Expecting Amish           | Hannah          | Película para televisión         |
| 2015 | Weepah Way for Now        | Joy             |                                  |
| 2016 | Dirty Lies                | Tiffany         |                                  |
| 2017 | Apple of My Eye           | Kai             |                                  |
| 2018 | Support the Girls         | Krista          |                                  |

### Televisión
| Año           | Título                             | Papel            | Notas                     |
| ------------- | ---------------------------------- | ---------------- | ------------------------- |
| 2002          | Passions                           | Hija de Sheridan | 1 episodio                |
| 2002          | Birds of Prey                      | Dinah            | 2 episodios               |
| 2004          | General Hospital                   | Ashley B.        | 2 episodios               |
| 2004          | Six Feet Under                     | Ashley           | 2 episodios               |
| 2002-2004     | The Guardian                       | Shannon Gressler | 15 episodios              |
| 2003-2004     | Oliver Beene                       | Bonnie           | 9 episodios               |
| 2007          | Punk'd                             | Ella misma       | 1 episodio                |
| 2010-2011     | Hellcats                           | Deirdre Perkins  | 3 episodios               |
| 2013-presente | Los Goldberg                       | Lainey Lewis     | Recurrente                |
| 2014          | Silicon Valley                     | Charlotte        | 1 episodio                |
| 2014          | Motive                             | Emily Williams   | 1 episodio                |
| 2014-2019     | Steven Universe                    | Stevonnie        | Recurrente, voz           |
| 2016          | Cupcake Wars                       | Concursante      | 1 episodio                |
| 2016          | All My Friends Are Getting Married | Chloe            | 6 episodios               |
| 2018-2020     | She-Ra y las princesas del poder   | Catra            | Protagonista, voz         |
| 2019-2020     | Schooled                           | Lainey Lewis     | Protagonista              |
| 2020          | The Disney Family Singalong        | Ella misma       | Especial de televisión    |
| 2022          | Ray Donovan: The Movie             | Young Abby       | Telefilme                 |
| 2022          | The Good Doctor                    | Nelly Dunn       | Episodio: "Yippee Ki-Yay" |

## Premios y nominaciones
| Año  | Premio                        | Categoría                                                                                   | Trabajo            | Resultado |
| ---- | ----------------------------- | ------------------------------------------------------------------------------------------- | ------------------ | --------- |
| 2006 | American Music Awards         | Artistas contemporáneos inspiración del Año                                                 | Into the Rush      | Nominada  |
| 2014 | MovieGuide Awards             | Mayor rendimiento inspirado en Películas                                                    | Grace Unplugged    | Ganadora  |
| 2015 | Napa Film Festival            | Premio-Actuación Especial del Jurado en una característica Salón de Cine (con Aly Michalka) | Weepah Way for Now | Ganadora  |
| 2017 | Behind the Voice Actor Awards | Mejor actriz de doblaje invitada en una serie de televisión                                 | Steven Universe    | Ganadora  |